# Glud Museum
Glud Museum er et statsanerkendt frilandsmuseum, i den lille by Glud i det tidligere Bjerre Herred, nu Hedensted Kommune. Museet omhandler landbrug og landboliv på Juelsminde-halvøen fra midten af 1600-tallet til midten af 1900-tallet. Udstillingerne består af 14 oprindelige huse fra området forsynet med indbo, der viser dagligdagen på de fede østjyske jorde i 300 år. I sommerperioden er museet levendegjort med talrige arbejdende værksteder, hvor der bliver smedet, vævet, skåret og drejet i træ, orkeret, kniplet, strikket og meget mere.
Museet blev grundlagt i 1912 som en af de første frilandsmuseer i Danmark. Grundlæggeren, Søren Knudsen, var en lokal malermester, som havde en stærk interesse for bl.a. bygningshistorie. Under sin vandring på valsen i Europa omkring år 1900 blev Knudsen inspireret af Tysklands indsats for at bevare deres historiske bygninger. Det blev begyndelsen på Glud Museum. Stedets første bygning var Rasmus Thomesøns hus fra 1662, som var en tidligere fæstegård tæt på Glud Kirke. Efter at have modtaget lokal støtte flyttede Knudsen huset (på sin egen trillebør) til museets grund.
Samtidig tog han initiativ til at oprette en museumsforening, som efter nogle år købte museet af Knudsen. I de følgende år udvidede han museet med flere bygninger – bl.a. et fiskerhus og en smedje.
Grundlæggeren var en markant personlighed, som med sin store historiske interesse og sit arbejde for at bevare historiske miljøer, var forud for sin tid – men han var også en stridbar mand, som jævnligt var i konflikt med lokalbefolkningen. Ved hans død i 1955 sluttede en epoke i museets historie. På dette tidspunkt bestod museet af 8 bygninger fra Bjerre Herred. Museet blev drevet videre af en ny museumsforening, som blev etableret ved hans død.I 1960 søgte museet om statsstøtte.
En af museets markante bygninger kom til i 1980erne, hvor museet modtog og genopbyggede en stor, firelængede gård (Badensminde) fra 1811 på museets grund.Søren Knudsen havde tegnet bygningen og dens indretning i detaljer i 1928, og museet valgte derfor valgt at indrette gården anno 1928 og dermed tage hul på det 20. århundredes formidling på stedet. Badensminde er første skridt på vejen mod det 20. århundrede på Glud Museum. Museet ønsker at udvide med "Den ny landsby", som viser en andelslandsby i 1900-tallet. Første skridt bliver taget med modtagelsen og genopførelsen af et transformatortårn fra 1953 på museet inden for de næste år.

## Eksterne kilder og henvisninger
- Bjerre Herreds Bogen 2, Knud Søndergaard (red.) m.fl., Glud Museums Forlag, 2001
- Museets hjemmeside

55°48′21.21″N 9°59′36.8″Ø / 55.8058917°N 9.993556°Ø